# Agricola (geslacht)
Agricola is een geslacht van vogels in de familie van de  Muscicapidae (vliegenvangers). De wetenschappelijke naam van het geslacht is voor het eerst geldig gepubliceerd in 1854 door Bonaparte.

## Soorten
De volgende soorten zijn bij het geslacht ingedeeld: 
- Agricola pallidus    (Müller, JW, 1851)  –  Vale Vliegenvanger
- Agricola infuscatus  (Smith, A, 1839)    –  Lijstervliegenvanger